# Хуліан де Дієго-і-Гарсія-Альколеа
Хуліа́н де Діє́го-і-Гарсі́я-Альколе́а (ісп. Julián de Diego y García Alcolea; 16 лютого 1859 — 16 січня 1927) — архієпископ Компостельський (1925—1927). Народився у Онтанаресі, Іспанія. Прийняв таїнство священства (1881). Єпископ Асторзький (1904—1913) і Саламанкський (1913—1923). Патріарх Вест-Індійський (1923—1927). Сенатор від Валядолідської провінції (1905—1915). Професор. Помер у Сантьяго-де-Компостелі, Іспанія.

## Біографія
- 16 лютого 1859: народився у Онтанаресі, Бріуега, Іспанія.
- 24 вересня 1881: у віці 22 років прийняв таїнство священства[2].
- 14 листопада 1904: у віці 45 років призначений єпископом Асторзьким[2].
- 5 лютого 1905: у віці 45 років висвячений на єпископа Асторзького[2].
- 18 липня 1913: у віці 54 років призначений єпископом Саламанкським[2].
- 27 липня 1923: у віці 64 років призначений патріархом Вест-Індійським[2].
- 8 жовтня 1925: у віці 66 років призначений архієпископом Компостельським[2].
- 16 січня 1927: у віці 67 років помер у Сантьяго-де-Компостелі, Іспанія.[2].